# Unterseeboot 49 (1939)
Pour les articles homonymes, voir Unterseeboot 49.
L'Unterseeboot 49 ou U-49 est un sous-marin allemand (U-Boot) de type VII.B construit pour la Kriegsmarine pendant la Seconde Guerre mondiale.

## Construction
L'U-49 est issu du programme 1937-1938 d'une nouvelle classe de sous-marins océaniques. Il est de type VII B produits entre 1936 et 1940. Construit dans les chantiers de Friedrich Krupp Germaniawerft AG à Kiel, la quille du U-49 est posée le 15 septembre 1938 et il est lancé le 24 juin 1939. L'U-49 entre en service seulement deux mois plus tard.

## Historique
Mis en service le 12 août 1939, l'U-49 sert initialement de 1939 à début 1940 au sein de la Unterseebootsflottille "Wegener".
Il réalise sa première patrouille de combat, au départ du port de Kiel, le 9 novembre 1939, aux ordres du Kapitänleutnant Kurt von Gossler pour un entrainement de manœuvre en groupe (meute) au large du Portugal avec l'U-41 et avec l'U-43. La meute repère un convoi et l'U-49 coule un navire marchand de 4 258 tonneaux, au nord-ouest du Cap Ortegal. Des destroyers de l'escorte du convoi contre-attaquent avec des charges de profondeur et lui occasionnent des dégâts. L'U-49 revient à Kiel le 29 novembre 1939.
Sa deuxième patrouille commence le 29 février 1940 à Kiel et se termine six jours plus tard après une croisière en Mer du Nord. Il retourne sans succès à son port d'attache de Wilhelmshaven le 5 mars 1940.
L'U-49 part de Wilhelmshaven le 11 mars 1940 pour sa troisième patrouille vers les côtes norvégiennes. Après dix-neuf jours de mer et aucun navire attaqué, l'U-49 retourne à Wilhelmshaven le 29 mars 1940.
Sa quatrième patrouille le fait quitter le port de Wilhelmshaven le 3 avril 1940. Il doit prendre part à l'Opération Hartmut (en), sa mission consistant à protéger le débarquement des troupes allemandes en Norvège, contre les forces navales britanniques. L'U-49 rejoint le groupe n° 5 de U-Boote au nord-est des Îles de Shetlands et reçoit l'ordre de faire route vers Narvik. 

Le 15 avril 1940, l'U-49 est repéré en surface et coulé près de Harstad en Norvège à la position géographique de 68° 53′ N, 16° 59′ E par des charges de profondeur lancées par les destroyers britanniques HMS Fearless et HMS Brazen. Sur les 42 membres d'équipage, un seul mort est à déplorer.

## Affectations
- Unterseebootsflottille "Wegener" du 12 août 1939 au 31 août 1939 à Kiel (entrainement)
- 7. Unterseebootsflottille du 1er septembre au 31 décembre 1939 à Kiel (service active)
- 7. Unterseebootsflottille du 1er janvier 1940 au 15 avril 1940 à Kiel (service active)

## Commandements
- Kapitänleutnant Kurt von Gossler du 12 août 1939 au 15 avril 1940

## Patrouilles
|       | Commandant       | Départ          | Départ        | Arrivée          | Arrivée       | Jours    | Succès  |
| ----- | ---------------- | --------------- | ------------- | ---------------- | ------------- | -------- | ------- |
| 1     | Kurt von Gossler | 9 novembre 1939 | Kiel          | 29 novembre 1939 | Kiel          | 21 jours | 4 258   |
| 2     | Kurt von Gossler | 29 février 1940 | Kiel          | 5 mars 1940      | Wilhelmshaven | 6 jours  |         |
| 3     | Kurt von Gossler | 11 mars 1940    | Wilhelmshaven | 29 mars 1940     | Wilhelmshaven | 19 jours |         |
| 4     | Kurt von Gossler | 3 avril 1940    | Wilhelmshaven | 15 avril 1940    | Coulé         | 13 jours |         |
| Total | Total            | Total           | Total         | Total            | Total         | 59 jours | 4 258 t |

Note : Kptlt. = Kapitänleutnant

Nota: Les noms de commandants sans indication de grade signifie que leur grade n'est pas connu avec certitude à notre époque (2013) à la date de la prise de commandement.

## Navires coulés
L'Unterseeboot 49 a coulé un navire marchand ennemi de 4 258 tonneaux au cours des quatre patrouilles (59 jours en mer) qu'il effectua.
| Navires coulés ou endommagés par le U-49 |          |             |               |       |
| Date                                     | Nom      | Nationalité | Tonnage (GRT) | Fait  |
| 19 novembre 1939                         | Pensilva | Royaume-Uni | 4 258         | Coulé |

### Sources
- (en) Cet article est partiellement ou en totalité issu de l’article de Wikipédia en anglais intitulé « German submarine U-49 (1939) » (voir la liste des auteurs).